# Rio Banabuiú
O rio Banabuiú é um curso de água que banha o estado do Ceará, no Brasil. É o principal afluente do rio Jaguaribe.
Banabuiú, que de acordo com Tomás Pompeu de Sousa Brasil, significa "rio que tem muitas voltas": "bana" - que torce, volteia; "bui"- muito, com excesso; e "u"- água, rio. Outro topônimo de origem indigena diz que Banabuiú é o pantanal ou vale das borboletas.
O Rinaré, segundo os índigenas, nasce na serra das Guaribas, município de Pedra Branca, e desagua no rio Jaguaribe em Limoeiro do Norte. Banha outros sete municípios: Mombaça, Piquet Carneiro, Senador Pompeu, Quixeramobim, Banabuiú, Jaguaretama e Morada Nova.

## Condições pluviométricas
O Banabuiú , como todo curso de água cearense, sofre influência das variações das precipitações pluviométricas, sendo suas descargas máximas observadas na época das chuvas  de janeiro a junho. sua bacia está totalmente inserida em uma região de clima tropical quente semi-árido.

## Geografia
Faz parte da bacia hidrográfica do rio Jaguaribe. Seus principais afluentes são os rios Sitiá e Quixeramobim. Em seu curso está a terceira maior barragem cearense, o Açude Banabuiú. Este açude rio é responsável direto pela água utilizada no perímetro irrigado de Morada Nova, bem como o abastecimento residencial de deste e do município de Banabuiú.

## Barragens
Na bacia do rio Banabuiú são monitorados pela COGERH 18 açudes, cuja capacidade total de armazenamento de água é de 2,758 bilhões de metros cúbicos. Entre os mais importante é possível citar:
Rio Banabuiú
- Açude Banabuiú (Banabuiú)[3]
- Açude Serafim Dias (Mombaça)[4]
- Barragem Cruzeta (Pedra Branca)[5]

Riacho Capitão Mor (afluente)
- Açude Capitão Mor (Pedra Branca)[6]

Rio Sitiá (afluente)
- Açude Cedro (Quixadá)
- Açude Pedras Brancas (Quixadá)

Rio Quixeramobim (afluente)
- Açude Fogareiro (Quixeramobim)
- Açude Quixeramobim (Quixeramobim)

Outros afluentes
- Pirabibu (Quixeramobim)
- Patú (Senador Pompeu)
- Capitão Mor (Boa Viagem)
- Cipoada (Morada Nova)
- Poço do Barro (Morada Nova)